# In situ (art)
Pour les articles homonymes, voir In situ.
En art contemporain, l'œuvre in situ est directement liée à son site d'accueil : elle en « tient compte » et ne peut être transportée en un autre lieu,.
La notion anglophone de site-specific, voire de site-determined, semble plus précise. Elle suggère que l'activité artistique s'applique à un site spécifique qui va l'influencer voire la modeler, voire que l'activité ou l'œuvre artistique est déterminée par le site où elle a lieu. Ainsi « l'objet d'art ne se trouve pas seulement dans un lieu, il est du lieu et surtout avec le lieu, il est objet-lieu d'art ».
Un des archétypes de la démarche artistique in situ est l'art urbain. Le land art  tient compte également, le plus souvent, de l'environnement dans lequel il est exercé. Selon l'historien de l'art Paul Ardenne, l'art in situ ou art contextuel, est « l'ensemble des formes d'expression artistique qui diffèrent de l'œuvre d'art au sens traditionnel : art d'intervention, art engagé de caractère activiste, happenings en espace public… art investissant l'espace urbain ou le paysage (performances de rue, art paysager, en situation…) ».
Une œuvre d'art in situ opte dans tous les cas pour sa mise en rapport directe avec la réalité, sans intermédiaire, en étant plus porté à la « présentation qu'à la représentation ».
La Dia Art Foundation ou le Musée Gassendi CAIRN font partie des quelques institutions présentant des œuvres in situ.

## Artistes ayant travailléin situ
Jean-Max Albert, Michael Asher, Milton Becerra, Christian Boltanski, Guillaume Bottazzi, Daniel Buren, Christo, Andy Goldsworthy, Antony Gormley, Patrice Hamel, Anish Kapoor, Tadashi Kawamata, Yayoi Kusama, Ligne Rouge, Michelangelo Pistoletto, Ernest Pignon-Ernest, James Turrell, Gian Carlo Riccardi, George Rousse, Eizo Sakata, Richard Serra, Jakelyn St Jak, Niele Toroni, Banksy, Felice Varini, Michael Heizer, Max Heuhaus, Francis Alÿs, Gordon Matta-Clarck, Gian Carlo Riccardi …

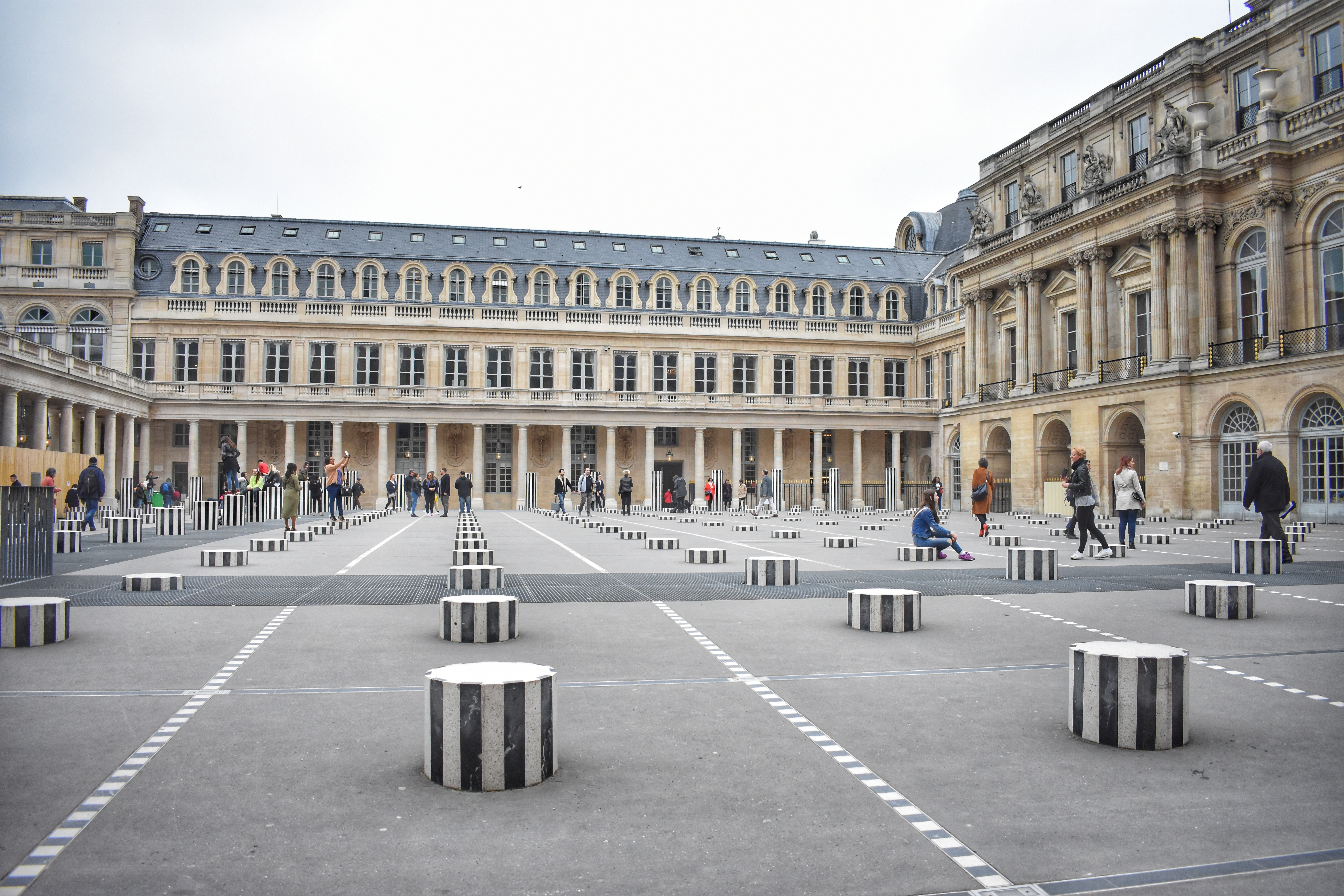
Daniel Buren, Les Deux Plateaux, dits Colonnes de Buren, Paris (France).
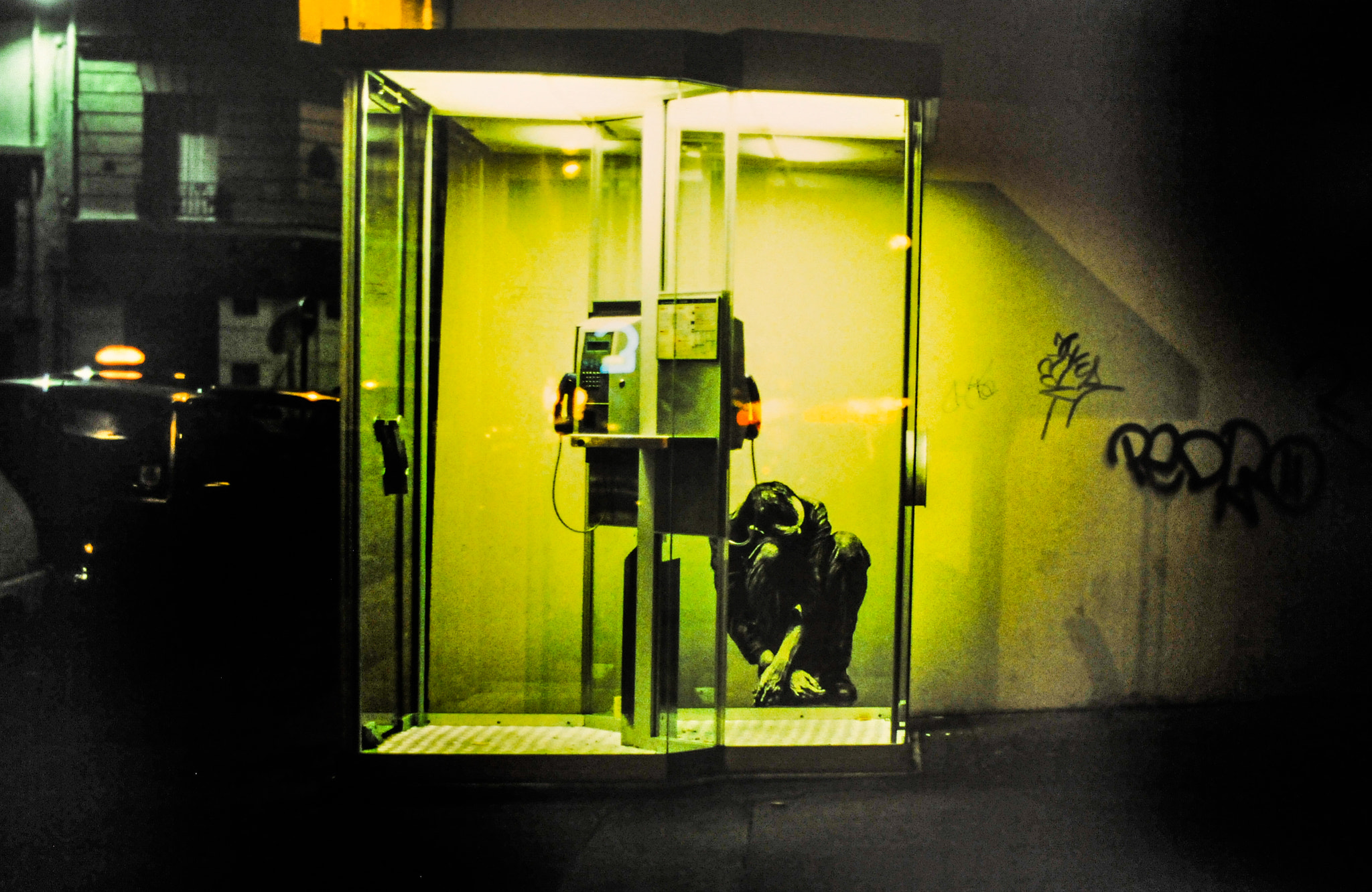
Ernest Pignon-Ernest, Phone Game, art in situ, Nice.
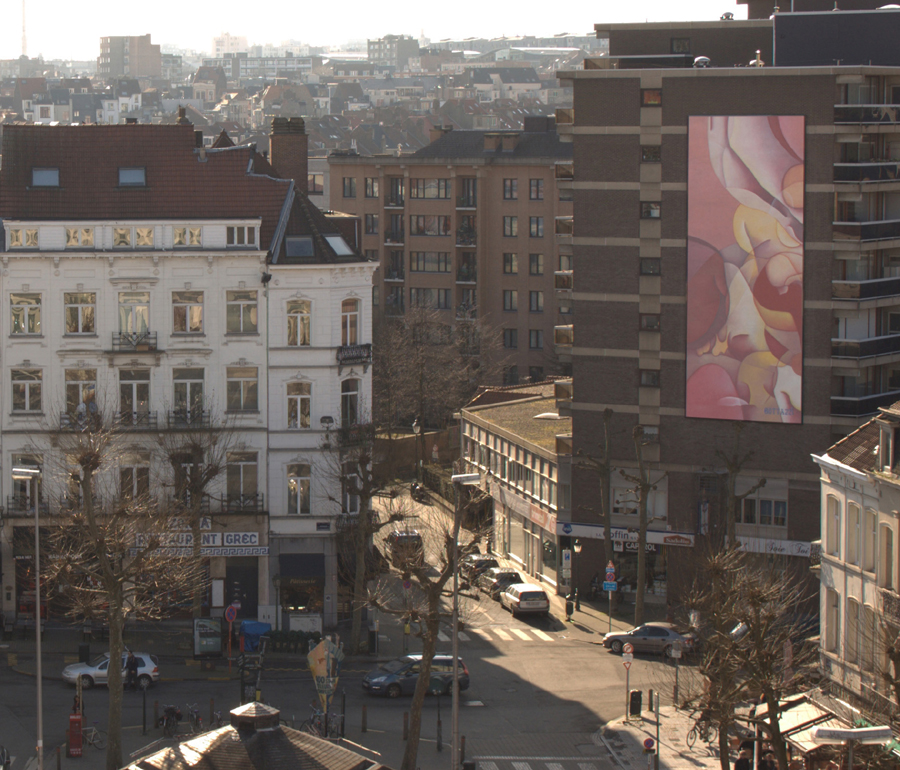
Guillaume Bottazzi, Sans titre, 2015, Bruxelles.
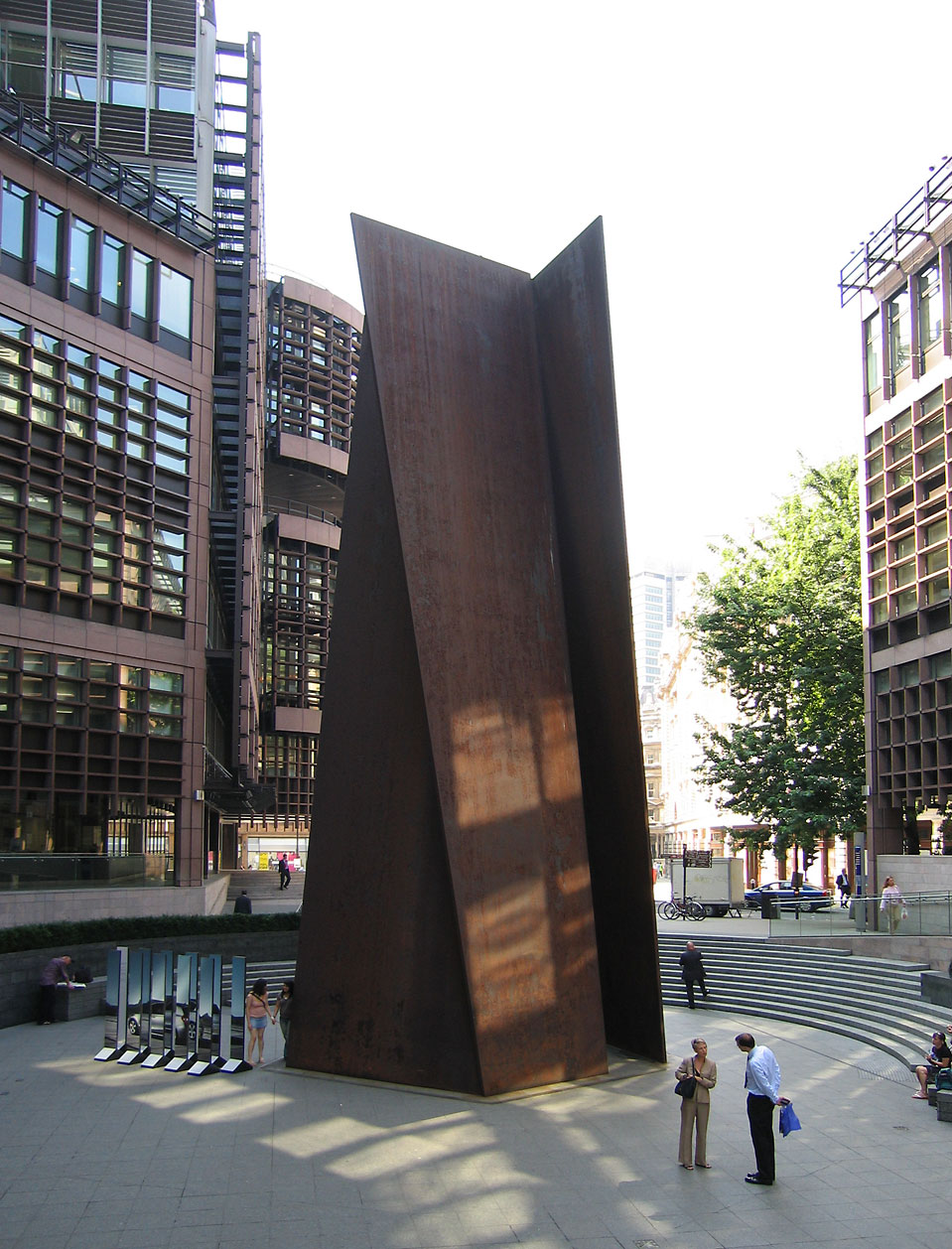
Richard Serra, art in situ, 1987, Londres.
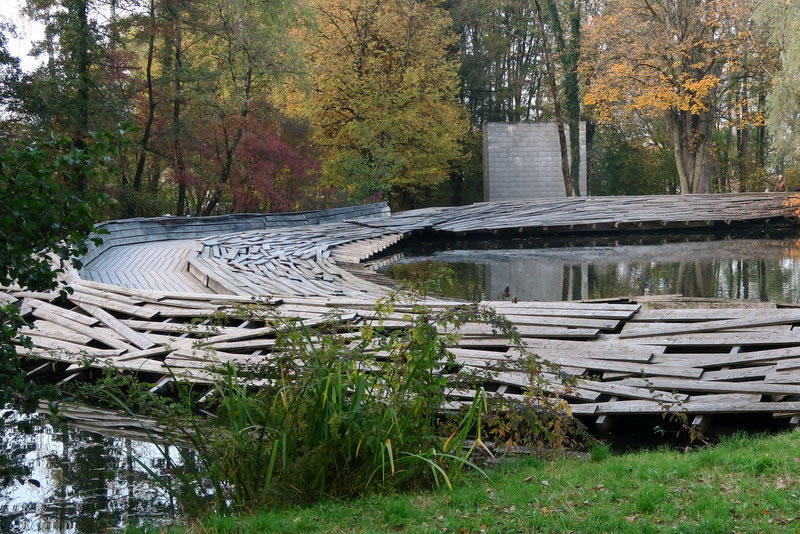
Tadashi Kawamata, art in situ, 2006 (Suisse).
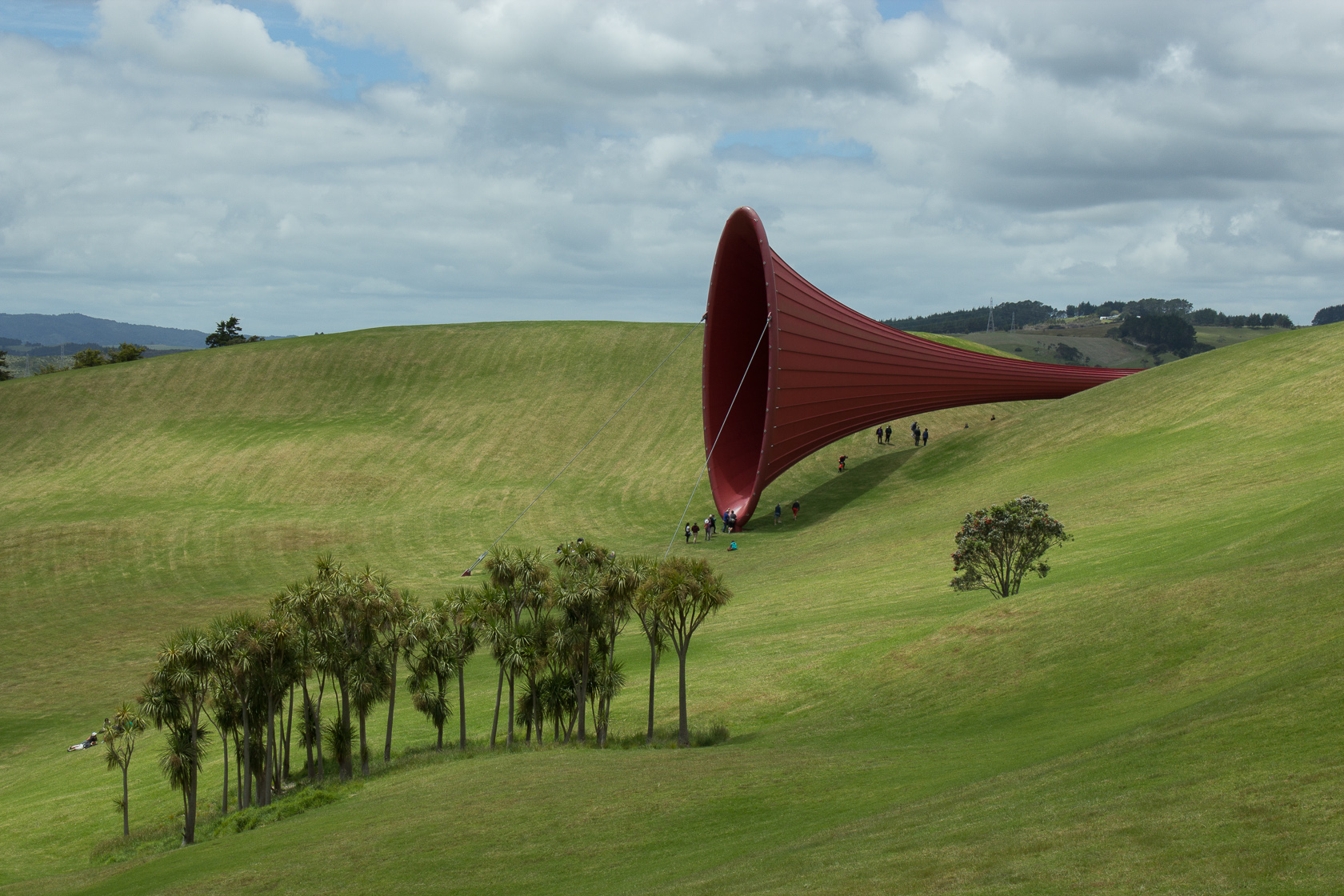
Anish Kapoor, Dismemberment, Site 1, 1999 (Nouvelle-Zélande).
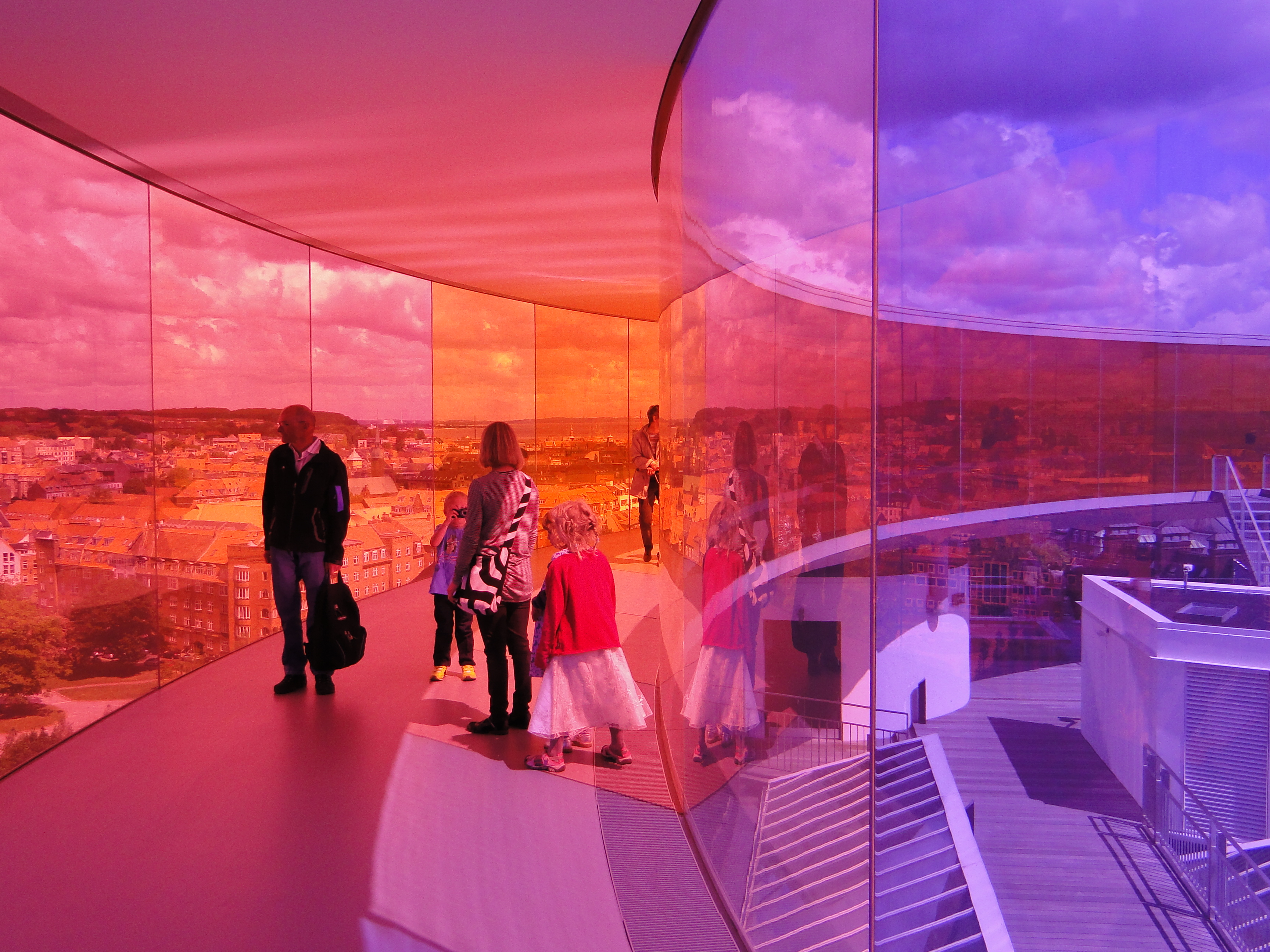
Olafur Eliasson, Rainbow, art in situ, 2011, Aarhus (Danemark).
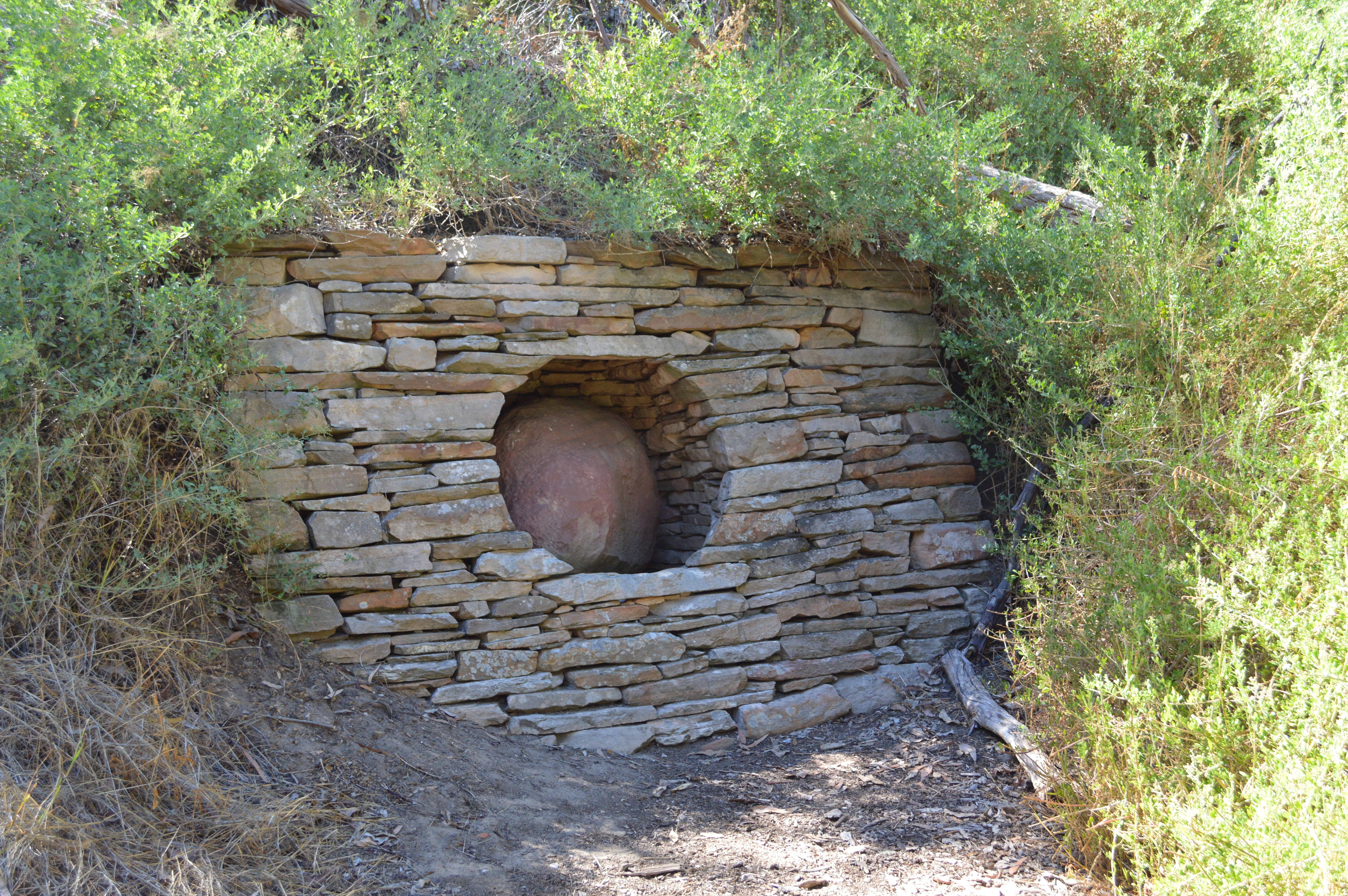
Andy Goldsworthy, Stone House, 1997, Victoria (Australie).
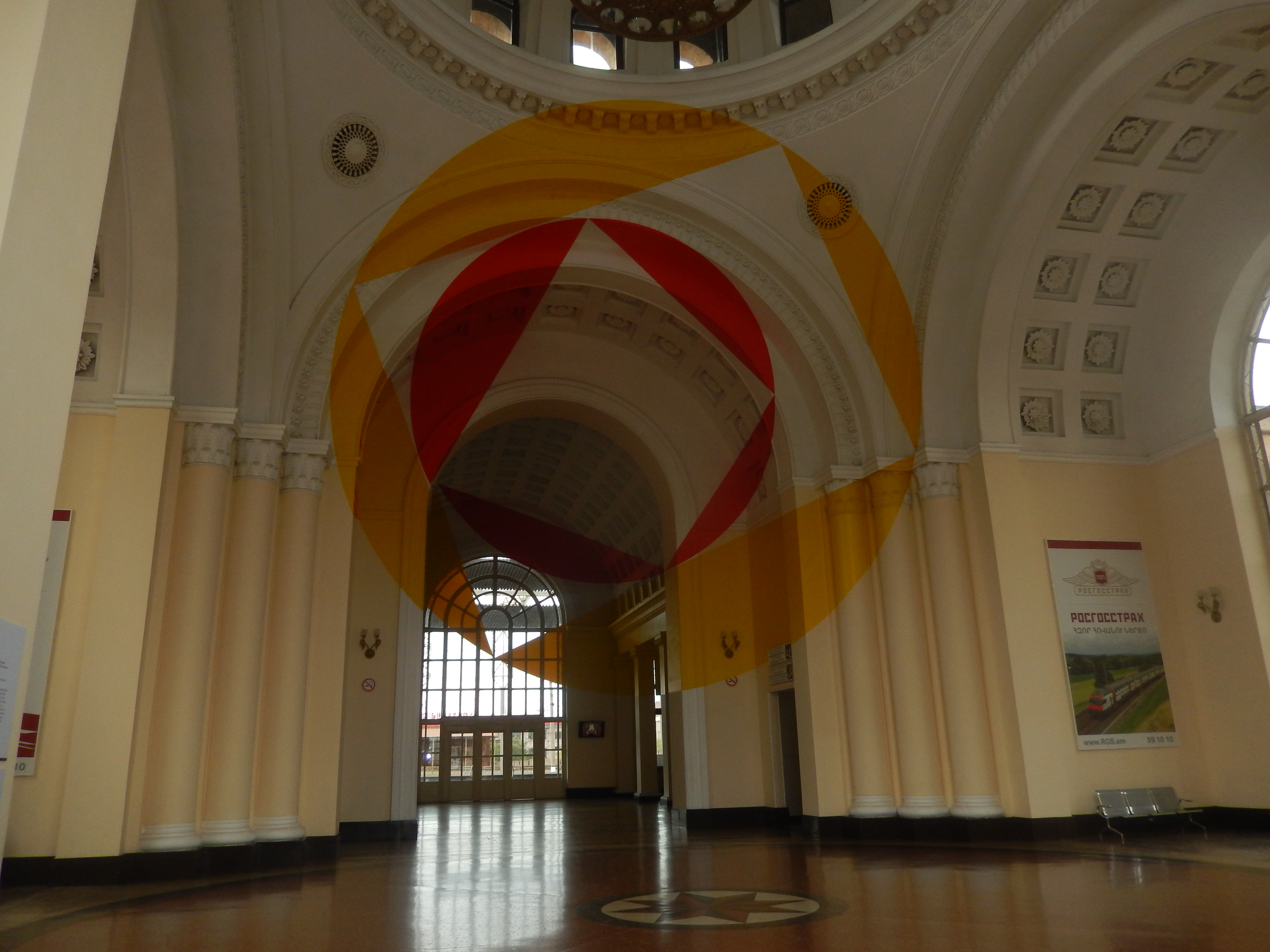
Felice Varini, Jaune et rouge entre les disques et les trapèzes, 2017, Erevan (Arménie).
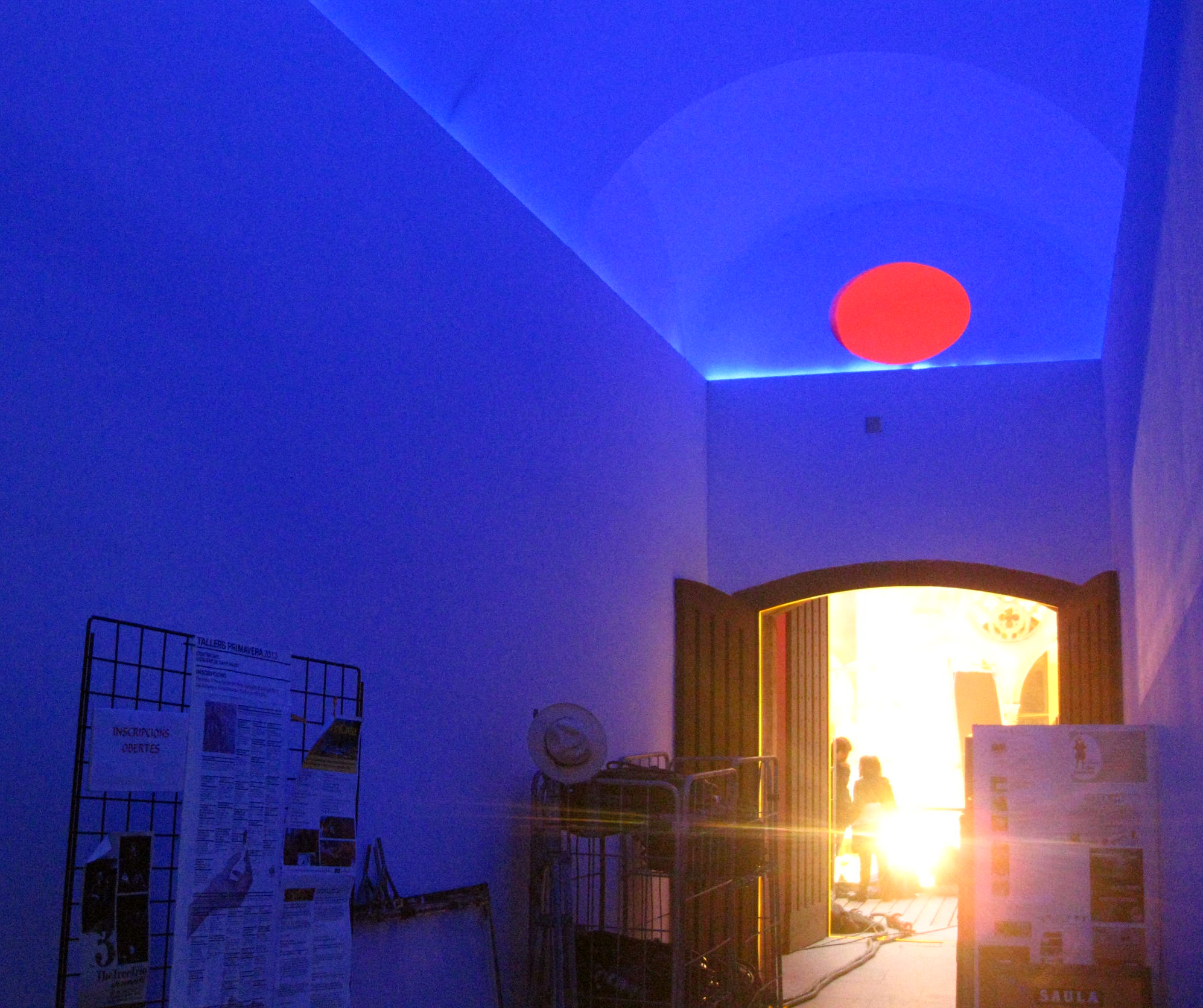
James Turrell, Deuce Coop, 1992, couvent de Saint Agustin, Barcelone (Espagne).
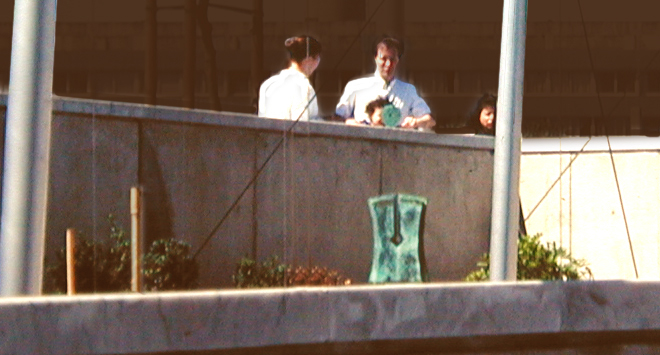
Jean-Max Albert, Sculptures de visées, (1986), Paris, parc de la Villette (France).
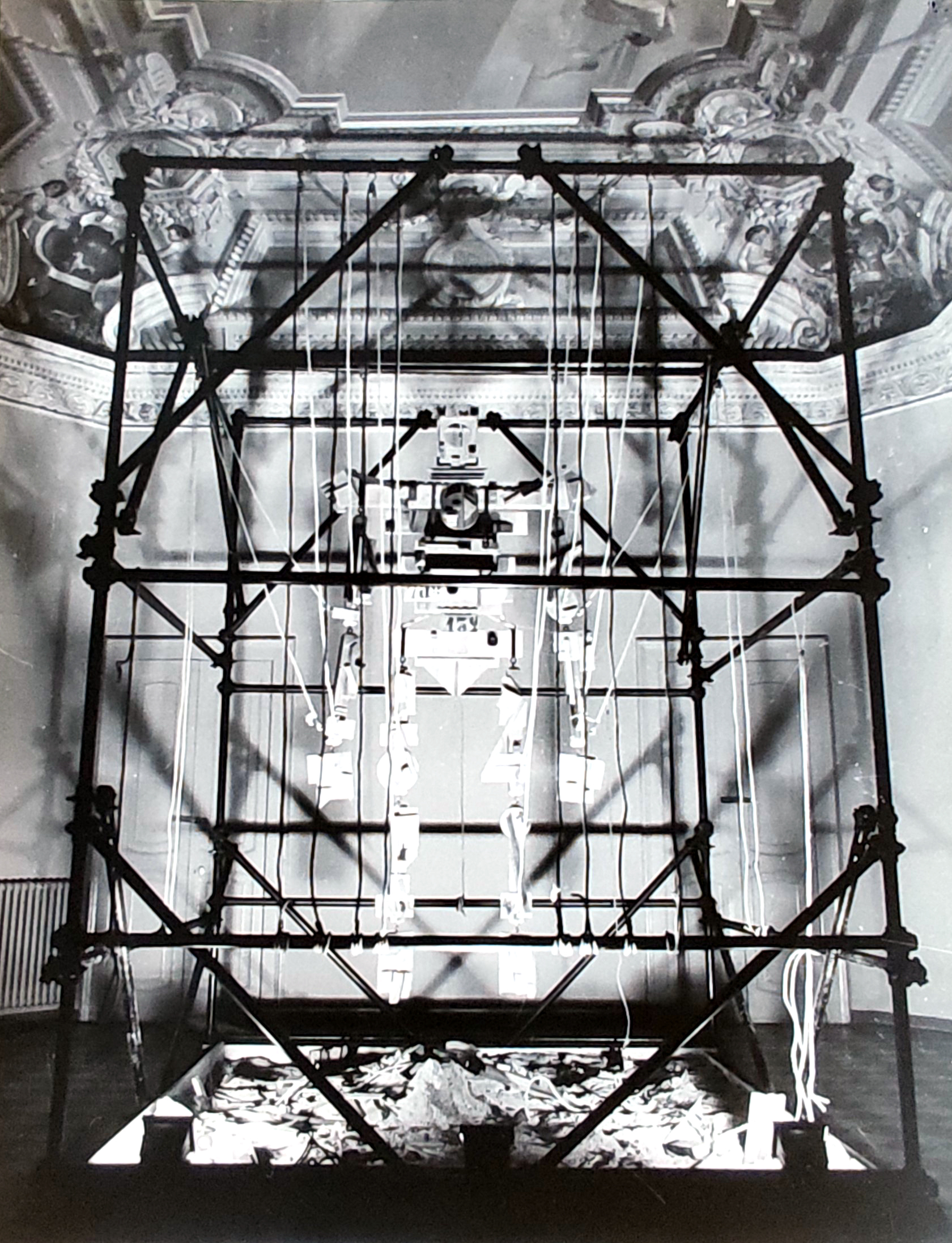
Gian Carlo Riccardi, La stanza delle meraviglie, 1989, Arpino.

## Institutions présentant des œuvresin situ
- Dia Art Foundation, Beacon, New-York
- Musée Gassendi CAIRN, Digne-les-Bains, France
- MAMAC, Nice, France[7]
- Fondation Prada, Venise, Italie
- Biennale de Venise, Italie
- Skulptur Projekte Münster, Allemagne[8]
- Centre international d'art et du paysage de Vassivière, France
- Horizons Arts-Nature Sancy, France

#### Ouvrages
- [Ardenne 2009] Paul Ardenne, Un art contextuel : création artistique en milieu urbain, en situation, d'intervention, de participation, Paris, Flammarion, coll. « Champs. Arts », 2009, 254 p. (ISBN 978-2-08-122513-8, BNF 41439602).
- Thierry Davila, Marcher, créer : déplacements, flâneries, dérives dans l'art de la fin du XXe siècle, Paris, Éditions du Regard, 2007, 191 p. (ISBN 978-2-84105-205-9, BNF 41139248).
- Georges Didi-Huberman, Génie du non-lieu : air, poussière, empreinte, hantise, Paris, Les Éditions de minuit, 2001, 156 p. (ISBN 2-7073-1737-3, BNF 37627925).
- (en) Miwon Kwon, One place after another : site-specific art and locational identity, Cambridge (Massachusetts), MIT Press, 2002 (réimpr. 2004), 218 p. (ISBN 0-262-11265-5 et 0-262-61202-X, SUDOC 07470351X).
- Gilles A. Tiberghien, Nature, art, paysage, Arles, Actes Sud, École nationale supérieure du paysage, Centre du paysage, 2001, 228 p. (ISBN 2-7427-2849-X, BNF 37639450).

#### Articles
- Hiroshi Uemura, « L'Art in situ ou le site comme art : un mode de réception japonaise de l'art contemporain », IRIS, no 40,‎ 15 décembre 2020 (DOI 10.35562/iris.1186, lire en ligne).
- Andrea Urlberger, « L'œuvre in situ : spécificité ou contexte ? », Nouvelle revue d’esthétique, vol. 1, no 1,‎ 2008, p. 15 (ISSN 1969-2269 et 2264-2595, DOI 10.3917/nre.001.0015, lire en ligne).